# Vũ Hồng Luyến
Vũ Hồng Luyến (sinh ngày 29 tháng 3 năm 1983) là nữ Đại biểu Quốc hội nước Cộng hòa xã hội chủ nghĩa Việt Nam. Bà hiện là Tỉnh ủy viên, Ủy viên Ban Chấp hành Trung ương Đoàn, Bí thư Tỉnh đoàn Hưng Yên, Ủy viên Ủy ban Văn hóa, Giáo dục của Quốc hội, Đại biểu Quốc hội khóa XV từ Hưng Yên.
Vũ Hồng Luyến là đảng viên Đảng Cộng sản Việt Nam, học vị Cử nhân Luật, Cử nhân Tổ chức hành chính, Cao cấp lý luận chính trị. Bà có sự nghiệp đều tham gia công tác thanh niên ở quê nhà Hưng Yên.

## Xuất thân và giáo dục
Vũ Hồng Luyến sinh ngày 29 tháng 3 năm 1983 tại phường Phan Đình Phùng, thị xã Mỹ Hào, tỉnh Hưng Yên. Bà lớn lên và tốt nghiệp phổ thông ở Mỹ Hào, theo học đại học ở Hà Nội và có hai bằng cử nhân gồm Cử nhân Luật, và Cử nhân Tổ chức hành chính. Bà được kết nạp Đảng Cộng sản Việt Nam vào ngày 29 tháng 3 năm 1983, trở thành đảng viên chính thức sau đó 1 năm, từng theo học các khóa chính trị tập trung từ tháng 12 năm 2014 đến tháng 12 năm 2016 ở Học viện Chính trị Quốc gia Hồ Chí Minh và tốt nghiệp Cao cấp lý luận chính trị. Hiện bà thường trú ở xã Hồng Tiến, huyện Khoái Châu, tỉnh Hưng Yên.

## Sự nghiệp
Tháng 6 năm 2005, sau khi tốt nghiệp đại học, Vũ Hồng Luyến trở về Hưng Yên, tham gia công tác Đoàn Thanh niên Cộng sản Hồ Chí Minh, bắt đầu là nhân viên hợp đồng tại Ban Thanh thiếu nhi trường học của Tỉnh đoàn Hưng Yên. Đến tháng 2 năm 2008, bà được tuyển dụng công chức, là chuyên viên Phòng Phương pháp công tác Đội Nhà thiếu nhi tỉnh Hưng Yên, rồi chuyển vị trí làm Chuyên viên Ban Thanh thiếu nhi trường học Tỉnh đoàn từ tháng 3 cùng năm. Tháng 10 năm 2010, bà nhậm chức Phó Trưởng Ban Thanh thiếu nhi trường học Tỉnh đoàn, đến tháng 1 năm 2012 thì chuyển chức làm Phó Trưởng Ban Tổ chức – Kiểm tra Tỉnh đoàn, và đồng thời là Bí thư chi đoàn Tỉnh đoàn Hưng Yên, rồi được bầu làm Ủy viên Ban Chấp hành Tỉnh đoàn từ tháng 12 cùng năm. Tháng 3 năm 2017, bà được giao nhiệm vụ phụ trách Ban Tổ chức – Kiểm tra Tỉnh đoàn, được bầu vào Ban Thường vụ Tỉnh đoàn từ tháng 8 năm 2017, thăng chức Trưởng Ban Tổ chức – Kiểm tra Tỉnh đoàn, và là Chủ tịch Công đoàn cơ sở Tỉnh đoàn thanh niên. Tháng 11 năm 2017, bà nhậm chức Phó Bí thư Tỉnh đoàn Hưng Yên, kiêm Chủ tịch Hội đồng Đội tỉnh, Chủ tịch Hội Sinh viên Việt Nam tỉnh.
Tháng 10 năm 2020, tại Đại hội Đảng bộ tỉnh Hưng Yên lần thứ XIX, nhiệm kỳ 2020–2025, Vũ Hồng Luyến được bầu vào Ban Chấp hành Đảng bộ tỉnh, rồi được bầu làm Bí thư Tỉnh đoàn Hưng Yên, đồng thời là Ủy viên Ủy ban Mặt trận Tổ quốc Việt Nam tỉnh Hưng Yên, Ủy viên Ban Chấp hành Trung ương Đoàn Thanh niên Cộng sản Hồ Chí Minh từ đầu năm 2021. Năm 2021, với sự giới thiệu của Ủy ban Mặt trận Tổ quốc Việt Nam tỉnh, bà tham gia ứng cử đại biểu Quốc hội từ Hưng Yên, thuộc đơn vị bầu cử số 2 gồm huyện Tiên Lữ, Phù Cừ, Ân Thi, rồi trúng cử Đại biểu Quốc hội khóa XV với tỷ lệ 87,01%. Trong nhiệm kỳ này, bà là Ủy viên Ủy ban Văn hóa, Giáo dục của Quốc hội.